# Vasile Mihalca

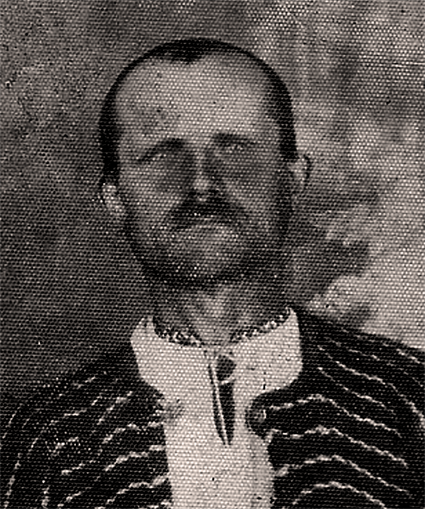
Baron Vasile Mihalca de Dolha și Petrova

Baron Vasile Mihalca de Dolha și Petrova (în maghiară:  báró Dolhay és Petrovay Mihalyko László, n. 28 iulie 1899, Negrești-Oaș – d. 6 martie 1948, Negrești-Oaș, județul Satu Mare), a fost un erou român din Al Doilea Război Mondial și un latifundiar din Țara Oașului.

## Biografie

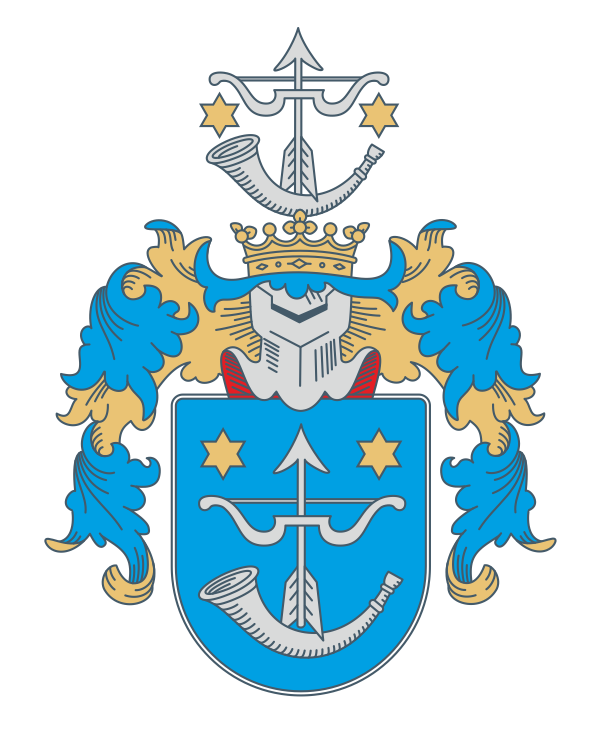
Blazonul familiei nobile de Dolha și Petrova

Vasile Mihalca de Dolha și Petrova s-a născut în 28 iulie 1899 în localitatea  Negrești-Oaș, ca singur fiu al baronului Ioan Mihalca de Dolha și Petrova și  al soției sale Ana.
În 17 septembrie 1924 s-a căsătorit cu nobila Irina Bud de Budfalva, iar în anul 1935 se naște fiica lor br. Irina Mihalca de Dolha și Petrova. Era vorbitor de română, maghiară, rusă și ebraică. În tinerețe a călătorit cu tatăl său în Austria, Ungaria, Galiția, Moldova.   După moartea tatălui său  devine șeful  familiei,  moștenind o avere impresionantă.
În anul 1941 s-a alăturat ca voluntar în armata română și a luptat împotriva Uniunii Sovietice. A fost capturat și luat prizonier de către armata sovietică și forțat să lucreze în diferite lagăre de muncă care i-au cauzat grave probleme de sănătate.  După ce a fost eliberat de sovietici, grav bolnav s-a întors la familia sa în Negrești. Între 1947 și februarie 1948 întreaga avere a familie sale a fost confiscată de comuniști și urma să fie arestat de acestia, dar datorită problemelor grave de sănătate cauzate de suferința și munca din lagărele sovietice la care se adaugă atrocitățile comuniste,  nu mai ajunge până la a fi arestat deoarece  pe data de 6 martie 1948 încetează din viață.